# Ommelanden
L'Ommelanden (letteralmente in olandese dintorni) è l'area della provincia dei Paesi Bassi di Groninga che circonda la città di Groninga. L'espressione in olandese Stad en Ommeland, che significa città e dintorni, è utilizzata per identificare tutta la provincia. L'area di pertinenza della città era chiamata Gorecht.
L'area si divideva nelle seguenti quattro parti, dette anche quartieri:
1. Westerkwartier
2. Hunsingo
3. Fivelingo e Oldambt
4. Westerwolde

Nell'area originariamente veniva parlata la lingua frisona, ma, sotto l'influenza sassona nella città di Groninga e nei dintorni si iniziò a parlare il Nederlands nedersaksisch, una variante locale del basso sassone. 
Quale ricordo del passato frisone dell'area, la bandiera dell'Ommelanden ricorda molto da vicino la bandiera della provincia della Frisia però con strisce più sottili ed orientate in modo diverso e foglie stilizzate del giglio d'acqua di forma diversa e di un rosso più intenso.